# 南康伍区
南康伍区是缅甸佤邦勐能县下辖的一个区。

## 名称来源
南康伍地区在清末时是佤族累林土司的地盘，为了纪念1890年代累林土司诺坎吴反抗英国殖民入侵的功迹，诺坎吴之子达炯将累林更名为南康伍。南康伍过去又译作“南康五”、“南康武”、“南抗伍”、“南抗五”、“南抗武”、“南坎五”、“南坎伍”。

## 地理
南康伍区位于勐能县东北部，南接邦康特区，西邻弄切区，北接勐冒县营盘区和联合区，东临中国云南省西盟县翁嘎科镇、孟连县富岩镇和公信乡。

## 区划沿革
南康伍区原名累林区，后更名为南康伍区。

## 行政区划
南康伍区下辖6乡：
- 南康伍乡：观然寨、永莫村、改上街、旁拉村[4]、盆莱村
- 八糯乡：八糯村[5]、老街村、龙佤村（隆瓦村）、永邦村[6]、新街[7]
- 永乐乡：永乐村、宽空村（广空村）、白沙村、乐双村[6]
- 西所乡[8]：西所村、南东村、伙帕村[7]
- 习统乡：习统村
- 尼铁乡[9]：尼铁村、芒边村[7]